# Атирское сельское поселение
Атирское се́льское поселе́ние — муниципальное образование в Тарском районе Омской области Российской Федерации.
Административный центр — село Атирка.
3 апреля 2020 года к Атирскому сельскому поселению присоединено Имшегальское сельское поселение.

## История
Статус и границы сельского поселения установлены Законом Омской области от 30 июля 2004 года № 548-ОЗ «О границах и статусе муниципальных образований Омской области»

## Население
| 2010 | 2011  | 2012  | 2013  | 2014  | 2015 | 2016 |
| ---- | ----- | ----- | ----- | ----- | ---- | ---- |
| 1093 | ↘1089 | ↘1063 | ↘1050 | ↘1023 | ↘997 | ↘940 |
| 2017 | 2018  | 2019  | 2020  | 2021  | 2023 |      |
| ↘930 | ↘908  | ↘890  | ↗893  | ↘746  | ↘691 |      |

## Состав сельского поселения
| № | Населённый пункт | Тип населённого пункта       | Население |
| - | ---------------- | ---------------------------- | --------- |
| 1 | Атирка           | село, административный центр | ↘881      |
| 2 | Быган            | деревня                      | ↘25       |
| 3 | Гриневичи        | деревня                      | ↘186      |
| 4 | Имшегал          | село                         | ↘266      |
| 5 | Князевка         | село                         | ↘1        |
| 6 | Пихтовое         | посёлок                      | ↘58       |